# Route 13 (Colombie-Britannique)
Pour les articles homonymes, voir Route 13.
La route 13 est une route à deux voies s'étendant sur 11,5 km dans l'est du district de Langley en Colombie-Britannique au Canada. Elle sert principalement d'accès rapide entre l'État de Washington aux États-Unis et le Centre de la vallée du Fraser. Elle a d'abord été ouverte en 1958 entre la frontière entre le Canada et les États-Unis, au poste frontalier de Lynden–Aldergrove, et la route Fraser. En 1968, elle a été étendue vers le nord jusqu'à la Route transcanadienne.

## Intersections majeures
| District régional     | Ville                       | km    | Destinations                                                 | Notes                              |
| --------------------- | --------------------------- | ----- | ------------------------------------------------------------ | ---------------------------------- |
| Metro Vancouver       |                             | 0,00  | SR-539 sud – Lynden, Bellingham                              | Continue dans l'État de Washington |
| Metro Vancouver       | Frontière canado-américaine | 0,00  |                                                              |                                    |
| Metro Vancouver       | Aldergrove                  | 6,54  | BC-1A (Fraser Highway) – Centre-ville de Langley, Abbotsford |                                    |
| Metro Vancouver       |                             | 11,50 | BC-1 – Vancouver, Hope                                       | Échangeur; sortie 73 de la BC-1    |
| Metro Vancouver       | 264th Street                | 11,50 |                                                              |                                    |
| - Transition de route |                             |       |                                                              |                                    |